# Wilrijk

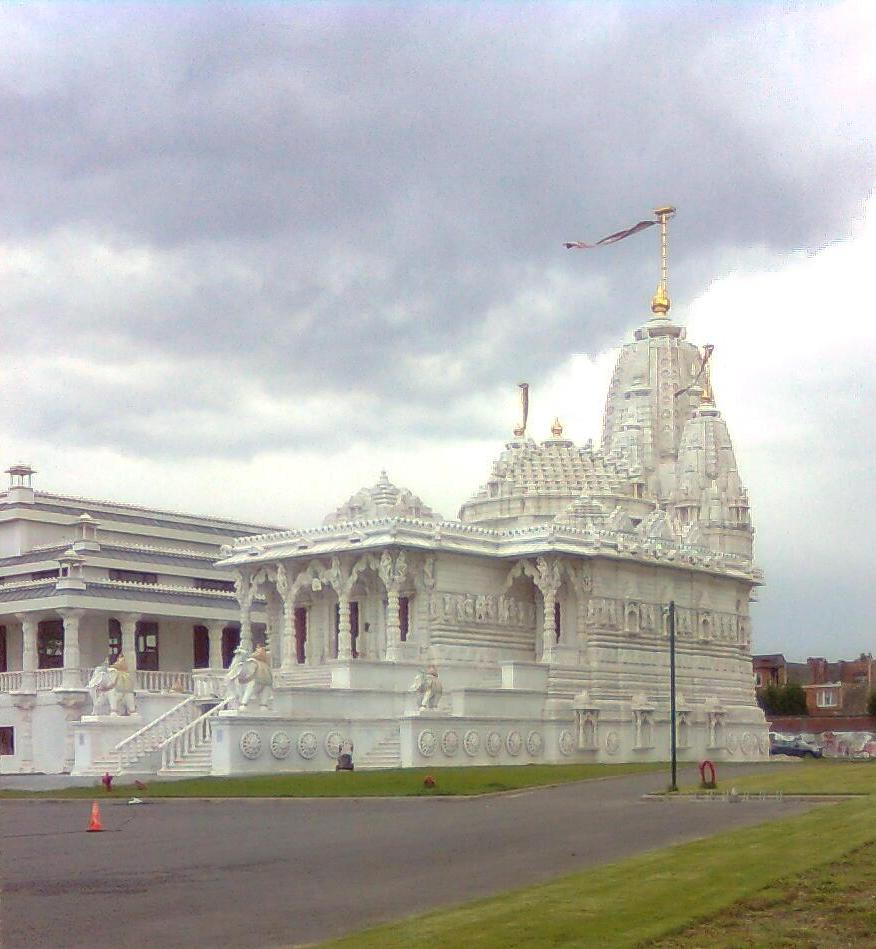

Wilrijk est une ancienne commune belge devenue district de la ville belge d'Anvers le 1er janvier 1983. Anvers est la seule commune du pays à être divisée en districts. C'était une commune à part entière avant la fusion des communes de 1983.

## Démographie

### Évolution démographique
- Sources : INS, Rem. : 1806 jusqu'en 1981 = recensements[2].

## Personnalités liées à Wilrijk
- Constant De Deken (1852-1896), missionnaire et explorateur, né à Wilrijk
- Chevalier Édouard Parthon de Von (1788-1877), diplomate, écrivain et horticulteur, habitait Wilrijk
- Emma Lambotte (1876-1963), femme de lettres, peintre et escrimeuse belge, est morte à Wilrijk
- Andrée Marlière (1934-2008) chorégraphe, danseuse et peintre belge est morte à Wilrijk

- Jacques de Duve, habitait Wilrijk et a communiqué aux Anglais la construction de La Coupole[3]

- Ronald De Witte (1946-), coureur cycliste, né à Wilrijk

- Alstein (1947-), écrivain, né à Wilrijk

- Rik Van Linden (1949-) coureur cycliste, né à Wilrijk

- Jan Decorte (1950-), metteur en scène et comédien, né à Wilrijk* Johan De Moor (1953-), dessinateur, né à Wilrijk

- Bert Joris (1957-), trompettiste et bugliste de jazz, né à Wilrijk

- Annemie Lelie, diplomate belge, née à Wilrijk

- Linda Le Bon (1964-), skieuse et grimpeuse handisport, née à Wilrijk

- Rudy Trouvé (1967-), musicien, né à Wilrijk

- Karen Damen (1974-), chanteuse du groupe K3 de 1998 à 2015, née à Wilrijk
- Sofie Merckx (1974-), députée fédérale de la Chambre des représentants de Belgique, née à Wilrijk

- Dirk Verbeulen (1975-), musicien, batteur actuel du groupe Megadeth

- Dries Buytaert (1978-), développeur de logiciels, né à Wilrijk
- Kim Clijsters (1983-), joueuse de tennis. Ancienne élève de l'école de tennis de Wilrijk [4]

- Moussa Dembélé (1987), footballeur, né à Wilrijk

- Walt De Winter (1988-), coureur cycliste, né à Wilrijk
- Hans Van Themsche (1988-), assassin, Oulematou Niangadou

- Toby Alderweireld (1989-), footballeur, né à Wilrijk

- Sylvie Kreusch (1991-), musicienne et chanteuse, née à Wilrijk

- David van der Poel (1992-), coureur cycliste, né à Wilrijk